# Війна з ломбардцями (1228—1243)
Війна з ломбардцями — громадянська війна в Єрусалимському та Кіпрському королівствах у XIII столітті. Вона велася місцевою феодальною знаттю цих земель під керівництвом Ібелінського дому проти імператора Фрідріха II, який претендував на владу в обох цих королівствах і набула характеру конституційного конфлікту.
За своєю суттю це протистояння було конфліктом між двома протилежними соціальними системами. Централізоване всевладне монархічне правління, яке імператор Фрідріх II вже впровадив у своєму Сицилійському королівстві, протистояло традиційній та міцно вкоріненій феодальній системі держав хрестоносців, яка давала усім васалам, які були представлені у так званій Високій Курії (давньофр. Haute Cour), можливість брати участь у державному урядуванні та судочинстві  нарівні з сувереном королівства.
Філіп Новарський, прихильник Ібелінів ломбардського походження, у своїй хроніці порівняв цей конфлікт із тогочасною боротьбою проти імператора його власної батьківщини і дав конфлікту в Леванті назву «Війна з ломбардцями», оскільки більшість послідовників Фрідріха мали італійське, і, зокрема, ломбардське походження. Треба зазначити, що в той час, як Філіп використовував термін «ломбардці» (або «лонгобарди») для позначення прихильників імператорської партії, в самій Італії  Ломбардська ліга протистояла імператорським зазіханням.

## Передумови
1225 року імператор Священної Римської імперії Фрідріх II одружився з тринадцятирічною єрусалимською королевою Ізабеллою II, і, оскільки Ізабелла була ще неповнолітньою, він став від її імені регентом Єрусалимського королівства, усунувши від регентства її батька, короля-консорта Жана Брієнського. Імператор протягом довгого періоду займався підготовкою до хрестового походу, в якому він планував відвоювати Єрусалим у мусульман, і в той же час він мав намір використовувати свою особисту появу в Утремері для врегулювання там політичної ситуації на свою користь.
Однак всі плани Фрідріха II потрапили під загрозу через дві події — у вересні 1227 року папа Григорій IX відлучив Фрідріха від церкви якраз через затримку із організацією чергового хрестового походу, а у квітні 1228 року його дружина, єрусалимська королева Ізабелла II померла під час пологів, після чого номінальним королем Єрусалиму став їх новонароджений син Конрад II. Але оскільки він був ще немовлям, для нього необхідно було створити відповідний опікунський уряд. Як батько малолітнього короля, імператор Фрідріх II вимагав продовження правління в Єрусалимському королівстві тепер вже в якості регента від імені власного сина. Однак феодали королівства, представлені в Високій Курії (давньофр. Haute Cour), висловили сумнів щодо легітимності цих претензій, оскільки згідно її рішення відлучена від церкви особа не могла правити королівством. У результаті барони скинули призначеного імператором у 1227 році регента (бальї) Томаса I Аквінського і призначили на цю посаду місцевого барона Одо Монбельярського.
Ситуація в острівному Кіпрському королівстві була подібна до ситуації в материковому Єрусалимському королівстві. Імператор Фрідріх II також вимагав здійснення там регентства для неповнолітнього короля Генріха I, на тій підставі, що це королівство було імперським феодом (леном). Однак фактичну посаду регента на Кіпрі посідав місцевий барон Жан д'Ібелін на прізвисько «Старий лорд Бейруту», який мав підтримку своїх колег, представлених у Високій Курії, хоча його повноваження як регента ніколи не визнавались імператором. Будучи сеньйором Бейрута, Жан д'Ібелін також був впливовим бароном в Єрусалимському королівстві.
28 червня 1228 року імператор, незважаючи на своє відлучення, відплив зі своїм військом хрестоносців у Святу землю на чолі Шостого хрестового походу і 21 липня його флот прибув в порт Лімасол на Кіпрі. Хитрістю захопивши в полон регента Кіпрського королівства Жана д'Ібелін та двох його синів, Баліана та Балдуїна, імператор вимагав від них виплатити йому суму, рівну доходам Кіпру за десять років, а також передати йому сеньйорію Бейрута. Неповнолітнього короля Кіпру Генріха I Лузіньяна імператор також фактично позбавив волі і утримував при собі в Лімасольському замку. Жан д'Ібелін змушений був визнати сюзеренітет імператора над королівством і скласти з себе повноваження регента, проте віддати свій бейрутський феод категорично відмовився.
Відтак імператор зі своєю армією, до якої мали приєднатися кіпрські лицарі, переправився на материк. Після дипломатичних переговорів з султаном Єгипту Аль-Камілем Мухаммедом в лютому 1229 року він уклав з ним Яффську мирну угоду, яка, серед іншого, передбачала повернення міста Єрусалиму християнам. У священному місті імператор увінчав себе короною Єрусалимського королівства, але це викликало нове роздратування у місцевих баронів, оскільки їх законним королем все ще був Конрад II. Крім того, імператор все ще перебував у відлученні від церкви, і його в'їзд до міста призвів до накладення латинським патріархом на Єрусалим інтердикту, тому самокоронація не була визнана баронами як акт легітимації правління. Але поки Фрідріх особисто перебував у країні, йому вдавалось контролювати ситуацію. Ще до свого від'їзду на батьківщину в Апулію в травні 1229 року він скинув Одо Монбельярського з посади бальї та довірив її прихильному йому місцевому барону Баліану Сідонському та Гарньє л'Алеману. На Кіпрі він заснував регентську раду з п'яти осіб під керівництвом Амальріка Барле, який був давнім ворогом Жана д'Ібелін.

## Повстання проти імперської влади
Як тільки імператор залишив Утремер і відбув в Італію, проти нього та його місцевих намісників спалахнуло невдоволення. Більшість баронів Кіпру негайно заперечили легітимність імперських регентів і на чолі із Жаном д'Ібелін розпочали збройний опір.
Фрідріх II продав посаду регента Кіпрського королівства відразу п'ятьом супротивникам Ібєлінів: Аморі де Барле, Аморі де Бейсану, Говену де Шенеше, Гійому де Ріві та Гуго Джебайльському, які зобов'язалися виплатити затребувану імператором суму. Регенти обклали прихильників Ібєлінів високими податками, а потім захопили і спробували вбити Філіпа Новарського, одного з найближчих прихильників Жана д'Ібелін. 14 липня 1229 між військами призначених Фрідріхом II регентів і прихильниками Ібелінів відбулася битва біля Нікосії, в результаті якої імператорські регенти були розбиті. Барле заховався разом з королем Генріхом I в замку Дьйо д'Амур, де він цілий рік витримував облогу, але врешті влітку 1230 року був змушений капітулювати, після чого Жан д'Ібелін повернув собі посаду регента королівства і формально примирився з Аморі де Барле. Призначення Жана д'Ібелін регентом Кіпрського королівства острова було визнане як самим Генріхом I, так і Високою Курією. Повалення проімперської партії на Кіпрі викликало реакцію імперських намісників в Єрусалимському королівстві. Баліан Сидонський оголосив, що дім Ібелінів втратив права на володіння Бейрутом, проте спочатку це не мало практичних наслідків.
Тим часом імператор Фрідріх II і папа Григорій IX у 9 липня 1230 року у договорі в Сен-Жермано досягнул угоди, згідно з якою папа скасував відлучення імператора і визнав його Яффський договір з Аль-Камілем. Водночас папу також схилявся до імперської точки зору щодо претензій на владу у Святій землі. Відтак імператор призначив новим бальї в Утремері свого маршала Річарда Філанджері, який навесні 1231 р. вирушив на Близький Схід із флотом та військами. Жан д'Ібелін зміг перешкодити Філанджері висадитися на узбережжі Кіпру, але той відплив до Тіру і спочатку був визнаний там Високою Курією заступником регента Єрусалиму.
Але згодом все змінилося і на материку, коли Філанджері рушив на Бейрут, щоб захопити володіння головного супротивника імператора. Він зміг зайняти передмістя, але Баліан д'Ібелін, старший син Жана д'Ібелін, настільки добре укріпився в замку, що зміг протриматися в очікуванні допомоги майже рік. Оскільки за законами Єрусалимського королівства, жоден сеньйор в державі не міг бути позбавлений свого феоду без згоди Високої Курії, обурення через ігнорування Філанджері судової влади Високої Курії, негайно призвело до формування проти нього потужної фракції місцевих баронів. Навіть раніше налаштовані проімперські Баліан Сідонський та Одо Монбельярський тепер стали на бік опозиції, яка отаборилась в столиці королівства Акрі. У самому цьому місті провідні громадяни сформували автономну комуну, яка перебрала на себе владу над містом і, як і її ломбардські аналоги в північній Італії, позиціонувала себе проти імператора.

## Битви
Навесні 1232 року Жан д'Ібелін висадився на материку на південь від Триполі з усіма лицарями Кіпрського королівства, включаючи неповнолітнього короля. Спочатку він звільнив від облоги Бейрут, а потім вирушив до Акри, головного осередку опозиційних баронів. Після того, як його прибуття радісно вітало населення, він був офіційно визнаний єрусалимськими баронами своїм лідером. Як ще одну важливу турботу про зміцнення своєї справи, Ібелін реалізував формальний союз дворянства з комуною Акра, що призвело до обрання його Міщанською Курією мером міста. У той же час він перетворив Акру на фактичну столицю Єрусалимського королівства, яка залишалась такою до ліквідаціх королівства в 1291 році. Крім того, на бік опозиції пристав орден тамплієрів, хоча лицарі-госпітальєри та тевтонські лицарі залишилися вірними імператору.
Жак д'Ібелін відправив баронську армію на чолі зі своїм племінником Жаном д'Ібелін проти головного осередку проімперських сил в Тірі. Але 2 травня 1232 року під Касаль-Імбертом Філанджєрі після несподіваної атаки розбив прихильників Ібелінів та примусив їх до втечі. Жан д'Ібелін і кіпрський король Генріх, який супроводжував його, ледь уникли полону і врятувались втечею до Акри. Завдяки своїй перемозі Філанджері відчув себе достатньо сильним, щоб остаточно підкорити Кіпр. У травні 1232 року, скориставшись тим, що більшість кіпрських лицарів перебували з Жаном д'Ібелін в Акрі, війська Рікардо Філанджері і Аморі де Барле, який знову примкнув до імператора, висадилися на Кіпрі і практично без бою зайняли усі кіпрські замки, крім замку Дьйо д'Амур (в якому заховалась сестра короля) та замку Буффавенто, які були взяті в облогу. Філанджері почав безжально переслідувати прихильників Ібєлінів на острові.
Однак Жан д'Ібелін не змусив себе довго чекати і за підтримки флоту генуезців (яким були обіцяні широкі торгові привілеї у Кіпрському королівстві), вже 6 червня 1232 його армія вночі висадилася в Фамагусті, застав Філанджері зненацька. Війська Жана д'Ібеліна швидко зайняли замок Кантара, після чого Фамагуста добровільно перейшла під його контроль. Незабаром без особливих зусиль була зайнята Нікосія. 15 червня 1232 року імператорські війська були повністю розгромлені в битві при Агріді. Барле втік до Кілікії, а Філанджері сховався в Кіренійському замку. Невдовзі після цього Ібелін залишив своє правління на Кіпрі, яке після настання повноліття зміг особисто прийняти молодий король Генріх I. Нарешті, у квітні 1233 року Кіренійський замок, останню фортецю, яку утримували імперці, було взято, і з правлінням імператора Фрідріха II на Кіпрі було покінчено. Однак Філанджері вдалося втекти до Тіру в Єрусалимському королівстві.

## Пауза в активних бойових діях та хрестові походи
У наступні роки бойові дії в основному зайшли в глухий кут, а сторони конфлікту утримували свої позиції. Крім міста Єрусалим і союзних їм лицарських орденів, імперці на чолі з Філанджері змогли утримати під своїм контролем лише Тір, але вони були ізольовані від решти християнських територій, через те що Антіохійське князівство, Триполійське графство та Кілікійське королівство в цьому конфлікті поводилися нейтрально. Барони Єрусалимського королівства сформували  в Акрі незалежний уряд з Одо Монбельярським як регентом від імені неповнолітнього короля Конрада. Але їхнім справжнім лідером залишався старий Жан д'Ібелін, який був переобраний мером Акри після повернення до міста в червні 1233 року.
У серпні 1234 року до Акри прибув папський легат архієпископ Теодерік Равеннський, якому після примирення між імператором Фрідріхом II і папою Григорієм IX в 1230 році, було доручено повернути баронів під владу імператора. Коли йому цього не вдалось, він відлучив Ібелінів та їхніх послідовників від церкви і наклав на Акру папський інтердикт. Хоча у вересні 1235 року ці заходи були скасовані, подальше папське посередництво залишилося безрезультатним через непримиренну позицію обох сторін.
У лютому 1236 року Жан д'Ібелін помер і керівництво баронською партією королівства перебрали на себе чотири його сини, з яких двоє старших успадкували його володіння в Єрусалимському королівстві, а двоє молодших залишилися на службі у короля Кіпру. Становище баронів по відношенню до папи покращилося після того, як у травні 1239 року імператора знову відлучили від церкви і розпочався період його тривалого конфлікту із церквою. У серпні того ж року строк перемиря з мусульманами, узгоджений в Яффській угоді, завершився, але у вересні того ж року  до Акри прибув Баронський хрестовий похід під проводом Теобальда Шампанського. Незважаючи на серйозну поразку в битві за Газу, хрестовий похід був доведений до успішного завершення завдяки дипломатичним маневруванням між конкуруючими очільниками Айюбідів, причому християнам вдалось досягли найбільших територіальних здобутків в Палестині з 1187 року. Однак цей успіх не призвів до внутрішнього миру серед християн, тим паче, що протиріччя Війни з ломбардцями знайшли свій прояв в хрестовому поході. У той час як на хрестовий похід Теобальда домінуючий вплив справляли барони Акри, хрестовий похід Річарда Корнуольського, що послідував за ним, був ближчим до імперської справи. Крім усього іншого, Річард передав відновлений замок Аскалон прихильнику імператора. Однак опозиційні барони, а також духовенство країни намагалися використати хрестовий похід для дипломатичного вирішення конфлікту. У травні 1241 року вони написали листа імператору Фрідріху II з проханням призначити регентом країни Симона де Монфора. Вони вважали, що він може бути компромісною кандидатурою, прийнятною як для них, так і для імператора, оскільки він не був відлученим папою і був пов'язаний з імператором через свою дружину. Крім того, Монфор мав сильну підтримку сім'ї у Святій Землі завдяки своєму двоюрідному брату Філіпу I де Монфор, який оселився в Єрусалимському королівстві і був сеньйором Торона. Однак імператор відхилив цю пропозицію і продовжував наполягати на своєму праві на регентство, що робило неминучим вирішення конфлікту військовим шляхом.

## Закінчення війни
Після завершення хрестового походу Війна з ломбардцяи мала бути вирішена в 1241 році, коли тамплієри разом з міською комуною взяли в облогу госпітальєрів у міській фортеці Акри. Рікардо Філанджері побачив для себе можливість захопити Акру і одночасно звільнити своїх союзників госпітальєрів, але зазнав невдачі через потужну оборону міста. Невдовзі після цієї поразки імператор наказав Філанджері повернутися до Італії, залишивши командувати Тіром його брата Лотаря. Однак під час відплиття він зазнав кораблетрощі через шторм на узбережжі Палестини і в результаті потрапив у полон до баронської партії. Навесні 1242 року імператор знову призначив Томаса I Аквінського своїм бальї в Утремері, тоді як Філанжєрі відправили в Італію в кайданах.
Невдовзі після цього молодий король Конрад II досяг повноліття, що означало, що він більше не потребував формального регентства. 5 червня 1242 року на засіданні Високої Курії в Акрі барони оголосили будь-яке регентство, призначене імператором, нелегітимним. А оскільки вони не могли принести присягу на вірність Конраду, через те, що він особисто не з'являвся у своєму королівстві, майбутнє регентство мало бути визначено з членів Висої Курії. Вони погодились на те, щоб новим регентом стала вдова кіпрського короля Аліса Шампаньська, яка сама була дочкою королеви Ізабелли I і найближчою родичкою короля Конрада. Врешті Ібеліни взяли в облогу Тір і Лотар Філанджері був змушений здати місто в липні 1243 року. Томас I Аквінський виїхав до Італії, нічого не досягнувши.
Це фактично припинило правління Гогенштауфенів в Єрусалимському королівстві, хоча Конрад і після нього його син Конрадін зберігали за собою титули королів Єрусалиму. Уряд тепер здійснювався баронами країни від їх імені, доки бездітний Конрадін не був страчений Карлом Анжуйським в Неаполі у 1268 році.
На Кіпрі справа Гогенштауфенів зазнала поразки ще після програної ними битви при Агріді в 1232 році. Відтоді король Генріх I особисто очолював уряд, хоча й за участю своїх баронів у Високій Курії. 1247 року на Ліонському соборі папа Іннокентій IV звільнив Кіпрське королівство від васальної залежності від Священної Римської імперії і, таким чином, від будь-яких зобов'язань перед імператором.

## Наслідки
Війна закінчилася на користь Ібелінського дому і місцевих феодалів. Продовжуючи визнавати формальним королем Єрусалима представників роду Гогенштауфенів, вони отримали фактичну можливість правити у власному королівстві без жодних обмежень.

## Першоджерела
Основним джерелом про обставини Війни з ломбардцями є хроніка Філіпа Новарського, який сам прибув в Левант з Ломбардії і порівняв цей конфлікт з тогочасною боротьбою проти імператора в його рідній країні. Філіп належав до найближчого оточення Ібелінського дому і, серед іншого, воював як лицар у битві при Агріді. Як вчений юрист, він зіграв певну роль у Високій Курії в Акрі в червні 1242 року. Пізніше його хроніка була включена до хроніки  Geste des Chiprois (Дії кіпріотів) як друга частина, і її слід розглядати обережно через її відкриту партійну прихільність.
Ще одне свідчення очевидця надав венецієць Марсіліо Зорзі, якого навесні 1242 року відправили з його рідного міста до Леванту, щоб виконувати обов'язки глави (байло) венеційської факторії в Акрі. Він дістався Акри і став свідком обрання Аліси Шампанської регентом королівства. На своїй посаді він підтримував антиімперський рух, який приніс Венеції розширені торгові привілеї в Тірі після того, як імперського намісника було вигнано з цього міста в 1243 році. Зорзі залишався на посаді до весни 1244 року. У підсумковому звіті рідному місту він описав політичні події, свідком яких був під час свого перебування на посаді.